# Dendromancie
La dendromancie est un genre de divination.

## Description
Elle consistait à tirer des présages de l'angle que faisait la tige d'un arbre avec le sol, de son inclination vers tel ou tel endroit de l'horizon ou encore de la direction des lignes externes du bois lorsque l'arbre était abattu puis entr'ouvert.

## Historique
Le terme vient du grec dendron, arbre ; et de manteia, divination. Une des plus anciennes divination connue, les anciens peuples de l'Asie l'utilisèrent.